# ブロッター

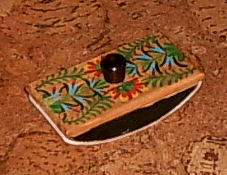
ブロッター

ブロッターは、万年筆などの余分なインクを吸い取る文房具。吸取器ともいう。
十数センチメートルの蒲鉾形の木の曲面に吸取紙が巻き付けてあり、平らな面には把手がついている、という形状が一般的である。大きさや形状などは黒板消しに類似している。黒板消しだと布地になっている部分が曲面をなしており、持つ部分のベルトのかわりに丸い把手がついていると思えばよい。吸取紙と本体との間にフェルト又は、スポンジのようなクッション材が挟まっているものと、クッション材の無いものがある。
万年筆で筆記した後、ブロッターの曲面を滑らないように押し当てることで、余分なインクが吸取紙に吸い取られる。万年筆以外にも印鑑の朱肉に用いることもある。吸取紙は別売りされており、ある程度インクを吸って汚れた紙は取り替えることができる。
万年筆が筆記の中心であった時代には公共空間などで多く見られたが、近年はボールペンなどの普及に伴ってブロッターも使われなくなっている。